# 熊本寿人
熊本 寿人（くまもと ひさと〔仮、読み不詳〕、1858年9月21日（安政5年8月15日）- 1924年（大正13年）1月10日）は、明治から大正期の篤農家、実業家、政治家。衆議院議員。旧姓・北村。

## 経歴
筑後国三潴郡、のちの福岡県久留米市で久留米藩士・北村養啓の二男として生まれ、三潴郡木室村中木室（現大川市）の熊本謹蔵の養子となる。和洋学を修めた。
1886年（明治19年）福岡県の花筵業振興のため合資会社共産社を設立。花筵の製造、販売に従事し、染料の改善、染釜の改良などにより製品の品質向上に尽力した。また、筑後茣蓙商同業組合頭取、福岡県花筵同業組合長などを務めた。その他、三潴銀行取締役、福岡県農工銀行監査役にも在任した。
政界では福岡県会議員、同参事会員などに就任。1908年（明治41年）5月の第10回衆議院議員総選挙に福岡県郡部から出馬して当選し、立憲政友会に所属して衆議院議員に1期在任した。

## 栄典
- 1916年（大正5年）11月5日 - 藍綬褒章[8]